# Empoasca velutina
Empoasca velutina är en insektsart som beskrevs av Ross 1963. Empoasca velutina ingår i släktet Empoasca och familjen dvärgstritar. Inga underarter finns listade i Catalogue of Life.